# Drapeau d'El Paso
 (mai 2025).
Si vous disposez d'ouvrages ou d'articles de référence ou si vous connaissez des sites web de qualité traitant du thème abordé ici, merci de compléter l'article en donnant les références utiles à sa vérifiabilité et en les liant à la section « Notes et références ».
Le drapeau de la ville d'El Paso, au Texas aux États-Unis, est une augmentation du sceau de la ville au centre d'un champ bleu foncé, qui est en place depuis 1962.

## Conception et symbolisme
Au centre de l'emblème se trouve une étoile à cinq branches en argent, représentant la foi. La moitié gauche de chaque point est ombrée d'une couleur plus foncée, donnant à l'étoile un aspect tridimensionnel. Le dessin de l'étoile, et non la couleur, est exactement celui utilisé sur le sceau et les armoiries du Texas. Un soleil jaune vif avec 35 rayons égaux entoure complètement l'étoile. Cela représente le surnom d'El Paso de "La ville du Soleil", car le soleil brille environ 302 jours par an en moyenne. Le soleil est sur un champ marron (officiellement "rouge-violet"), représentant la camaraderie, la chaleur et l'abri. Une étroite bordure blanche entoure le champ. C'est aussi la bordure intérieure d'une bague marron. Des feuilles d'olivier (en) vertes occupent les côtés gauche et droit de cet anneau, le vert signifiant espoir, bonne fortune, terre fertile et vitalité. Un large ruban héraldique est au-dessus de l'anneau, avec un devant blanc et un dos marron. Sur le ruban se trouve le texte City of El Paso en police de type Arial capitale marron. Un ruban plus court du même style se trouve au bas du drapeau, cette fois avec le mot Texas, également en capitale. Reliant ces rubans est une fine bordure blanche, formant le bord extérieur de l'anneau de feuille d'olivier. Le blanc à l'intérieur de l'emblème représente la pureté. L'emblème est centré sur un champ bleu, qui représente la sincérité. En termes de mesures, les proportions totales du drapeau sont de 3 par 5. Le dessin accompagnant l'ordonnance officielle reconnaissant l'adoption du drapeau décrivait l'emblème comme étant positionné à 17 pouces des côtés du treuil et de la volée et à 6 pouces du haut et du bas. L'emblème mesure 26 pouces horizontalement et 24 pouces verticalement.

## Histoire
L'emblème sur le drapeau a été créé vers 1880 et a été enfermé dans une pierre angulaire de l'ancien hôtel de ville d'El Paso en 1899. L'ancien hôtel de ville a été démoli en 1958 pour libérer de l'espace pour un nouveau bâtiment, et l'emblème a été récupéré